# Gemma Chan
Gemma Chan (Londen, 29 november 1982) is een Britse actrice en voormalig model. 

## Biografie
Chan werd geboren in Londen bij een vader uit Hongkong en een Chinese/Schotse moeder uit China, en groeide op in Sevenoaks. Zij doorliep de middelbare school aan de Newstead Wood School for Girls in Orpington en studeerde hierna af aan de Worcester College in Oxford. Na haar afstuderen ging zij stage lopen bij een advocatenkantoor, maar besloot al snel actrice te worden en ging acteren leren aan de Drama Centre London in Londen waar zij in 2008 haar diploma haalde. 
Chan begon haar carrière als model, zij werkte onder andere voor Nivea, Nokia, Elle en Cosmopolitan. 
Chan begon in 2006 met acteren in de miniserie When Evil Calls, waarna zij nog meerdere rollen speelde in televisieseries en films. Zo speelde zij onder andere in Secret Diary of a Call Girl (2011) en Humans (2015-2018).

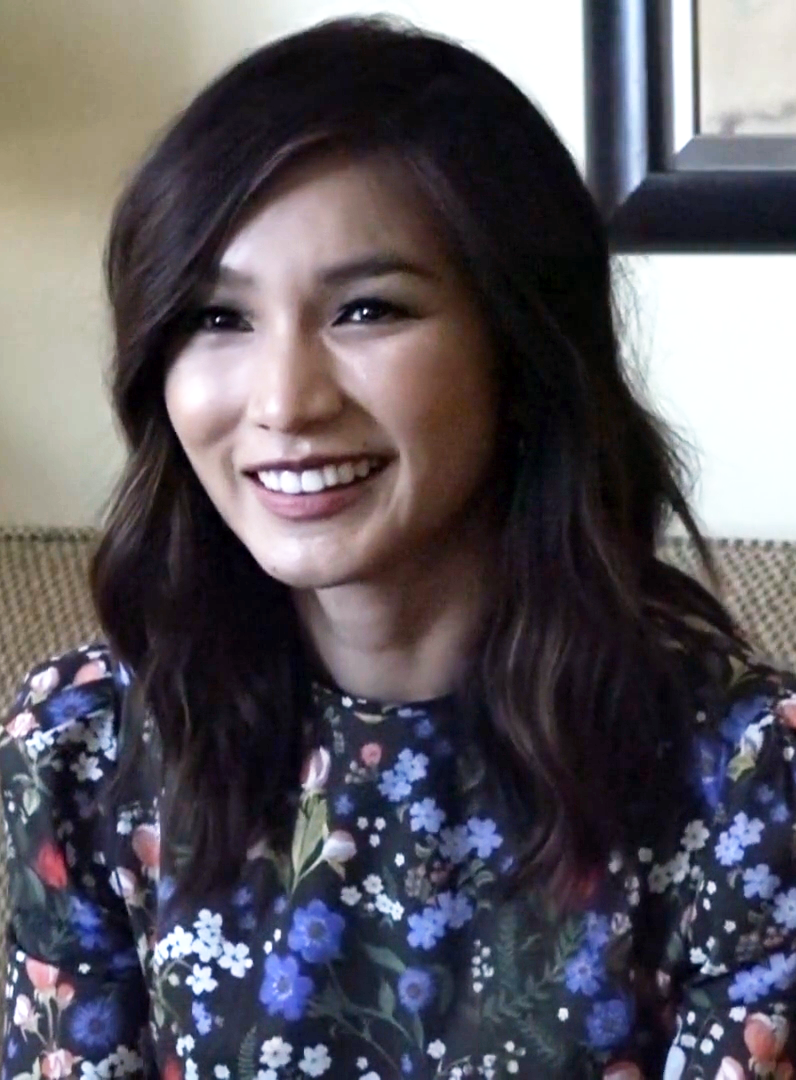
Gemma Chan (2018)

## Filmografie
- Bibsys: 15022259
- Biblioteca Nacional de España: XX5051538
- Gemeinsame Normdatei: 1070216518
- International Standard Name Identifier: 0000 0001 1849 9186
- Library of Congress Control Number: no2012001259
- Nationale Bibliotheek van Tsjechië: xx0272422
- Nederlandse Thesaurus van Auteursnamen: 435063391
- Istituto Centrale per il Catalogo Unico: DDSV345404
- Système universitaire de documentation: 170551369
- Virtual International Authority File: 3147149198254074940005